# Исак Сигюргейрссон
Исак Андри Сигюргейрссон (исл. Ísak Andri Sigurgeirsson; род. 11 сентября 2003) — исландский футболист, полузащитник шведского «Норрчёпинга».

## Клубная карьера
Является воспитанником «Стьярнана», в котором прошёл путь от детских команд до взрослой. В сезоне 2020 года в её составе дебютировал в чемпионате Исландии. 15 июня 2020 года в матче первого тура с «Филькиром» он вышел на поле на 85-й минуте, а в компенсированное ко второму тайму время забил гол, который принёс его команде победу. В 2021 году на правах аренды выступал за «Вестманнаэйяр» в первой лиге. В следующем сезоне сыграл в 27 матчах, в которых набрал 14 очков по системе «гол+пас». По итогам года был признан лучшим молодым игроком чемпионата.
18 июля 2023 года перешёл в шведский «Норрчёпинг», с которым подписал контракт, рассчитанный на три с половиной года.

## Достижения
Стьярнан
- Серебряный призёр чемпионата Исландии: 2021

## Клубная статистика
| Выступление      | Выступление      | Выступление      | Лига | Лига | Кубки | Кубки | Конт. кубки | Конт. кубки | Итого | Итого |
| Клуб             | Лига             | Сезон            | Игры | Голы | Игры  | Голы  | Игры        | Голы        | Игры  | Голы  |
| ---------------- | ---------------- | ---------------- | ---- | ---- | ----- | ----- | ----------- | ----------- | ----- | ----- |
| Стьярнан         | Избранная лига   | 2020             | 7    | 1    | 2     | 0     | 0           | 0           | 9     | 1     |
| Стьярнан         | Избранная лига   | 2021             | 4    | 0    | 0     | 0     | 0           | 0           | 4     | 0     |
| Стьярнан         | Избранная лига   | 2022             | 27   | 5    | 1     | 0     | 0           | 0           | 28    | 5     |
| Стьярнан         | Избранная лига   | 2023             | 11   | 6    | 3     | 0     | 0           | 0           | 14    | 6     |
| Стьярнан         | Итого            | Итого            | 49   | 12   | 6     | 0     | 0           | 0           | 55    | 12    |
| → Вестманнаэйяр  | Первая лига      | 2021             | 10   | 3    | 0     | 0     | 0           | 0           | 10    | 3     |
| → Вестманнаэйяр  | Итого            | Итого            | 10   | 3    | 0     | 0     | 0           | 0           | 10    | 3     |
| Норрчёпинг       | Алльсвенскан     | 2023             | 0    | 0    | 0     | 0     | 0           | 0           | 0     | 0     |
| Норрчёпинг       | Итого            | Итого            | 0    | 0    | 0     | 0     | 0           | 0           | 0     | 0     |
| Всего за карьеру | Всего за карьеру | Всего за карьеру | 59   | 15   | 6     | 0     | 0           | 0           | 65    | 15    |